# Steinþór Freyr Þorsteinsson
Steinþór Freyr Þorsteinsson, (ur. 29 lipca 1985) – islandzki piłkarz grający na pozycji pomocnika.

## Kariera klubowa
Profesjonalną karierę rozpoczął w Breiðablik UBK, w którym występował do 2008 roku. W latach 2009–2010 przed dwa kolejne sezony był piłkarzem innego islandzkiego klubu Stjarnan. Na początku 2010 roku wyjechał do Szwecji, podpisał kontrakt z Örgryte IS, po zaledwie roku zdecydował się jednak opuścić ten zespół. W 2011 przeniósł się do Norwegii i związał się umową z Sandnes Ulf. Po trzech sezonach, degradacji dotychczasowego klubu do drugiej ligi i wygaśnięciu umowy Þorsteinsson przeniósł się do innego norweskiego klubu Viking FK, z którym związał się dwuletnią umową.

## Kariera reprezentacyjna
W reprezentacji Islandii zadebiutował 10 listopada 2009 roku w towarzyskim meczu przeciwko Iranowi. Na boisku przebywał do 85 minuty meczu.
| Mecze i gole w reprezentacji | Mecze i gole w reprezentacji | Mecze i gole w reprezentacji | Mecze i gole w reprezentacji | Mecze i gole w reprezentacji | Mecze i gole w reprezentacji | Mecze i gole w reprezentacji |
| #                            | Data                         | Stadion                      | Rywal                        | Wynik                        | Gol                          | Rozgrywki                    |
| 2009                         | 2009                         | 2009                         | 2009                         | 2009                         | 2009                         | 2009                         |
| ---------------------------- | ---------------------------- | ---------------------------- | ---------------------------- | ---------------------------- | ---------------------------- | ---------------------------- |
| 1.                           | 10.11.2009                   | Teheran, Iran                | Iran                         | 0:1                          | 0                            | towarzyski                   |
| 2010                         |                              |                              |                              |                              |                              |                              |
| 2.                           | 21.03.2010                   | Kópavogur, Islandia          | Wyspy Owcze                  | 2:0                          | 0                            | towarzyski                   |
| 3.                           | 24.03.2010                   | Charlotte, USA               | Meksyk                       | 0:0                          | 0                            | towarzyski                   |
| 4.                           | 29.05.2010                   | Reykjavík, Islandia          | Andora                       | 4:0                          | 0                            | towarzyski                   |
| 5.                           | 17.11.2010                   | Tel Awiw-Jafa, Izrael        | Izrael                       | 2:3                          | 0                            | towarzyski                   |
| 2011                         |                              |                              |                              |                              |                              |                              |
| 6.                           | 02.09.2011                   | Oslo, Norwegia               | Norwegia                     | 0:1                          | 0                            | El. MŚ 2014                  |
| 2012                         |                              |                              |                              |                              |                              |                              |
| 7.                           | 24.02.2012                   | Osaka, Japonia               | Japonia                      | 1:3                          | 0                            | towarzyski                   |
| 2014                         |                              |                              |                              |                              |                              |                              |
| 8.                           | 21.01.2014                   | Abu Zabi, ZEA                | Szwecja                      | 0:2                          | 0                            | towarzyski                   |